# De windhandel
Heer Bommel en de windhandel of kortweg De windhandel is het 85ste verhaal uit de Bommelsaga, geschreven en getekend door Marten Toonder. Het verhaal verscheen voor het eerst op 22 juli 1959 en liep tot 19 oktober van dat jaar. Thema: Zaken doen is lucht verkopen. Deze eeuw belichaamd in het broeikasgas lachgas in een ballon.

## Samenvatting
Zakenman Poene Beurskraker ontdekt een oliebron bij Bommelstein, er verrijzen boortorens, en heer Bommel gaat een weddenschap aan: als hij in een maand meer verdient dan de zakenman dan krijgt hij alles, en zoniet dan krijgt de zakenman alles. Daarna ontdekt hij gratis "droomlucht" en gaat dat verkopen. Burgemeester Dickerdack raakt verslaafd. Ambtenaar Dorknoper onderzoekt de vestigingsvergunning van Super en Hieper en hun middenstandsdiploma en commissaris Bulle Bas heeft als invalshoek de Wet op de verdovende middelen omdat verslaving is vastgesteld. Gezamenlijk gaan ze de droomlucht onderzoeken. Zelfs Super en Hieper worden eerlijke zakenlieden; maar niet voor lang natuurlijk, ze nemen onder dreiging met een pistool de Windhandel helemaal over.
Aan het einde gaan zij er vandoor, en de oliewinning stopt vanzelf na een explosie. Tijdens het afsluitend etentje op Bommelstein bedankt Heer Bommel Tom Poes die zo goed heeft geholpen bij het oplossen van dingen die zichzelf oplossen. Zelf zorgt hij ervoor dat alle sporen van de oliewinning worden verwijderd en dat de natuur zich zo herstelt. Waarop Doddeltje afsluit met de zin: "Jij kan toch ook alles, Ollie."

## Hoorspel
- De windhandel in het Bommelhoorspel

## Voetnoot
1. ↑  De visie van Marten Toonder te Greystones 2-2-1994 als inleiding op band 17 van de Volledige Werken.
2. ↑  Hoe drie Nederlanders de hele wereld van lachgas voorzien